# Ted Tally
Theodore Tally, detto Ted (Carolina del Nord, 9 aprile 1952), è uno sceneggiatore e drammaturgo statunitense.

## Biografia
Nato nella Carolina del Nord, ha studiato presso la Yale. Il suo lavoro di sceneggiatura più importante è quello per il film Il silenzio degli innocenti, che gli ha valso l'Oscar alla migliore sceneggiatura non originale nell'ambito dei Premi Oscar 1992, la nomination ai Golden Globe 1992 e ai Premi BAFTA 1992, oltre al conseguimento di altri premi. Ha lavorato anche per il teatro e per la televisione: dal testo Terra Nova (1985) è stata tratta anche una produzione televisiva, mentre di Padre Clemence (1987) è stato realizzato un film TV. È anche accreditato come produttore associato di Mission to Mars (2000) e come consulente creativo di alcuni film d'animazione: Shrek 2 (2004), Madagascar (2005) e Shrek terzo (2007).

## Filmografia
- Calda emozione (White Palace), regia di Luis Mandoki (1990)
- Il silenzio degli innocenti (The Silence of the Lambs), regia di Jonathan Demme (1991)
- Il giurato (The Juror), regia di Brian Gibson (1996)
- Prima e dopo (Before and After), regia di Barbet Schroeder (1996)
- Passione ribelle (All the Pretty Horses), regia di Billy Bob Thornton (2000)
- Red Dragon, regia di Brett Ratner (2002)
- 12 Soldiers (12 Strong), regia di Nicolai Fuglsig (2018)